# Lagüelles
Lagüelles fue una localidad española perteneciente al antiguo municipio de Láncara de Luna, en la provincia de León, comunidad autónoma de Castilla y León. Desapareció bajo las aguas del embalse de Barrios de Luna además de los pueblos de Arévalo, Campo de Luna, Cosera de Luna, La Canela, Láncara de Luna, Miñera, Oblanca, San Pedro de Luna, Santa Eulalia de las Manzanas, Truva y Ventas de Mallo.

## Geografía física
Tenía un clima frío y húmedo pero saludable.

### Ubicación
Estaba situado a la orilla derecha del río Luna. Limitaba con Abelgas al N, Campo al E, y al S y O con dos cordilleras de montes que se extienden en dirección del río Luna al que cruza un puente de madera.

## Historia
Siglo XIX
En el siglo XIX Pascual Madoz en su Diccionario Geográfico lo describe como lugar del Ayuntamiento de Láncara, partido judicial de Murias de Paredes. Pertenecía a la diócesis de Oviedo, vicaría del pueblo de San Millán de los Caballeros y arciprestazgo de Luna; capitanía general de Valladolid. Tenía 44 casas y una iglesia parroquial llamada de San Martín. Contaba con buenas aguas potables. Contaba con caminos a los pueblos limítrofes. Producía grano, legumbres, lino y pastos donde alimentaba el ganado. Tenía también buena caza y pesca.
Siglo XX
En 1956 se construyó para zonas de regadío del Páramo Leonés y la comarca del río Órbigo el embalse de Barrios de Luna cuyo proyecto databa de 1935-1936 y que provocó la despoblación de 14 pueblos: bajo las aguas del embalse desaparecieron para siempre los pueblos de Arévalo, Campo de Luna, Cosera, Casasola, La Canela, Lagüelles, Láncara de Luna, Miñera, Oblanca, San Pedro de Luna, Santa Eulalia de las Manzanas, Truva y Ventas de Mallo.